# San Cayetano (Murcia)
San Cayetano es una pedanía del municipio de Torre Pacheco en la Región de Murcia, España. Se encuentra situada en las proximidades del Cabezo Gordo y la pedanía de Balsicas y en el límite con el municipio de San Javier. Tiene una población de 1.323 habitantes según el censo de 2021.

## Historia
Formó parte del municipio de Murcia hasta 1836 al integrarse en el recién creado ayuntamiento de Torre Pacheco. El pueblo tiene como patrón a San Cayetano ya que los monjes teatinos crearon una iglesia en su honor en el siglo XVII.

## Fiestas
Las fiestas patronales de San Cayetano comienzan en torno a finales de julio, siendo el día 7 de agosto, el día del Santo Patrón, con una posterior romería al Cabezo Gordo, el final de las mismas. Durante esos días, el pueblo disfruta de una gran variedad de actividades.

## Servicios
Entre sus instalaciones, dispone de un colegio con 9 unidades, 3 de infantil y 6 de primaria, con una media de 150 alumnos. También tiene un centro social, hogar del pensionista y centro de Atención Primaria.
San Cayetano cuenta también con Taray, una urbanización construida recientemente.
A 20 minutos del centro del pueblo, a pie, encontramos el Cabezo Gordo.

## Comunicaciones

### Por carretera
Se accede a esta pedanía mediante la autovía RM-19.

### Tren
Próxima a San Cayetano, se encuentra la Estación de Balsicas-Mar Menor de la línea Chinchilla-Cartagena.

### Autobús
El servicio de viajeros por carretera de la localidad se engloba dentro de la marca Movibus, el sistema de transporte público interurbano de la Región de Murcia (España), que incluye los servicios de autobús de titularidad autonómica.
| Línea | Recorrido                                                                                           | Recorrido                                                                                           | Recorrido                                                                                           | Operador       |
| ----- | --------------------------------------------------------------------------------------------------- | --------------------------------------------------------------------------------------------------- | --------------------------------------------------------------------------------------------------- | -------------- |
| 49    | San Pedro del Pinatar - Santiago de la Ribera - San Javier - Hospital Los Arcos - Balsicas - Roldán | San Pedro del Pinatar - Santiago de la Ribera - San Javier - Hospital Los Arcos - Balsicas - Roldán | San Pedro del Pinatar - Santiago de la Ribera - San Javier - Hospital Los Arcos - Balsicas - Roldán | ALSA (TUCARSA) |